# Ocotea eriothyrsa
Ocotea eriothyrsa är en lagerväxtart som beskrevs av André Joseph Guillaume Henri Kostermans. Ocotea eriothyrsa ingår i släktet Ocotea och familjen lagerväxter. Inga underarter finns listade i Catalogue of Life.